# Corynellus mimulus
Corynellus mimulus là một loài bọ cánh cứng trong họ Cerambycidae.